# Martti Aiha
Martti Aiha (Pudasjärvi, 23 de diciembre de 1952-5 de mayo de 2023) fue un escultor finlandés.

## Biografía
En sus obras se reúnen las formas orgánicas y personajes como puede verse en la dinámica obras públicas como la escultura "la rumba"  en  Salmisaari, Helsinki.  Utiliza diversos materiales, como plexiglás, madera, aluminio, así como objetos reutilizados (ready-made). La escultura Rumba de Aiha, de aluminio pintado de negro y 15 metros de altura, fue donada a la ciudad de Helsinki por Alko, la empresa estatal de bebidas alcohólicas, con motivo del 60 aniversario de Alko. La escultura se encuentra en Salmisaari, cerca de la entonces sede de Alko.

## Obras
- Futura – Tuntematon de 1986 en Oulu. (Ver Futura – Tuntematon de la wiki en finés).
- La Rumba, en Helsinki.  (enlace roto disponible en Internet Archive; véase el historial, la primera versión y la última).